# Museo de la Cuchillería de Albacete
El Museo de la Cuchillería de Albacete (MCA) es un museo histórico de la cuchillería situado en la ciudad española de Albacete con sede en la casa de Hortelano, palacete de principios del siglo XX situado en la céntrica plaza de la Catedral proyectado por Daniel Rubio.

## Sede
El edificio está situado en la céntrica plaza de la Catedral de la capital albaceteña. Su sede y entrada principal es la casa de Hortelano, edificio modernista de principios del siglo XX, obra del arquitecto Daniel Rubio. Una pasarela conecta la casa de Hortelano con la antigua comisaría de la Policía Local de Albacete subterránea, sede también del museo.

## Colecciones
En el museo se exponen obras de arte únicas del mundo de la cuchillería de todos los tipos, estilos, materiales y épocas. 
Además, entre los múltiples espacios del museo se puede encontrar la recreación de un taller cuchillero, imágenes de antiguos talleres cuchilleros que forman parte de la historia de Albacete o una zona para la proyección de contenidos audiovisuales acerca de la fabricación de las navajas de Albacete.

## Exposiciones temporales
El museo tiene una zona dedicada a acoger exposiciones temporales. Entre las más visitadas se encuentran las de cuchillos extranjeros y la exposición de las tijeras, inédita en el museo hasta entonces.

## Galería de imágenes

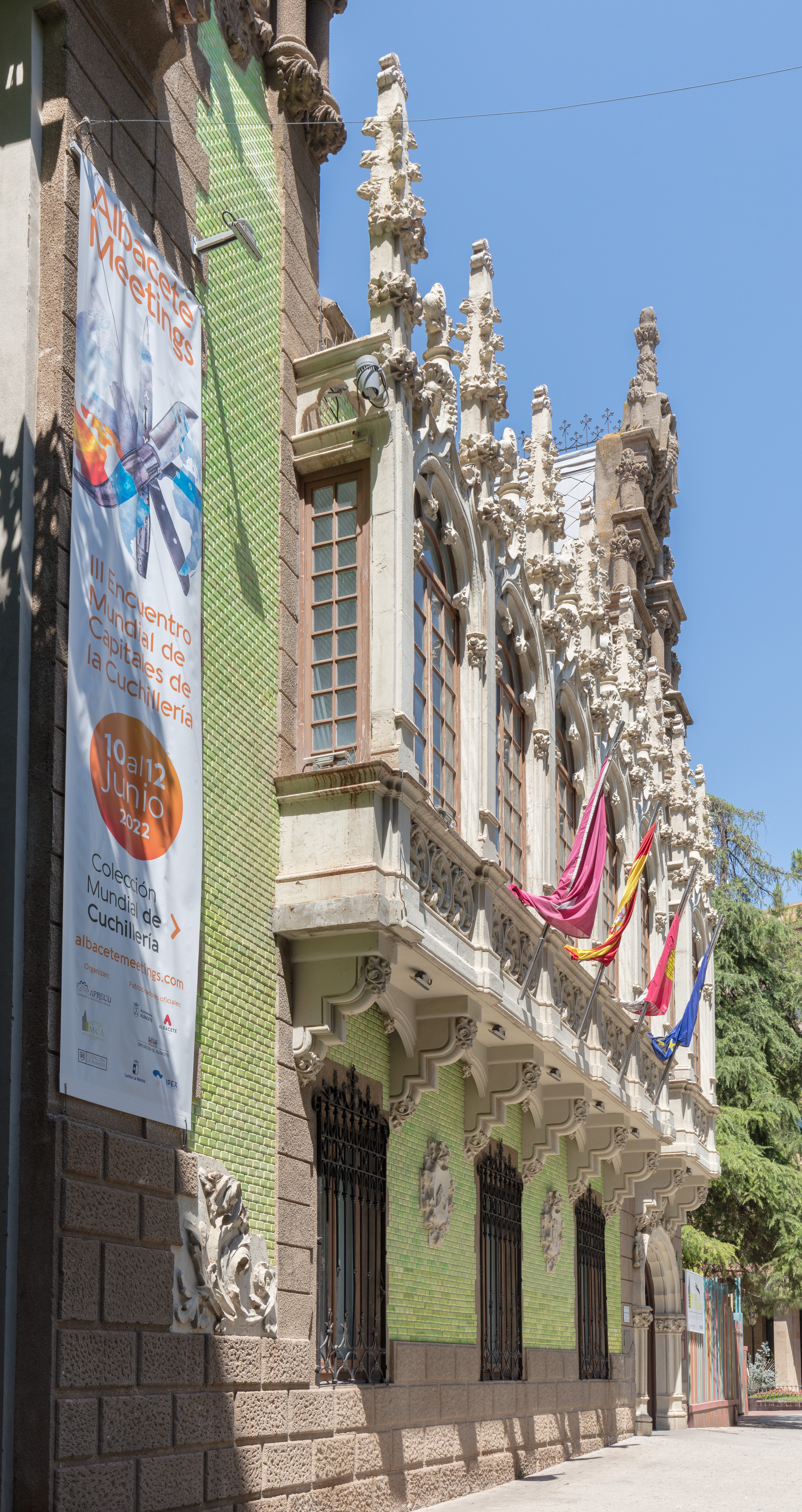
Vista lateral.
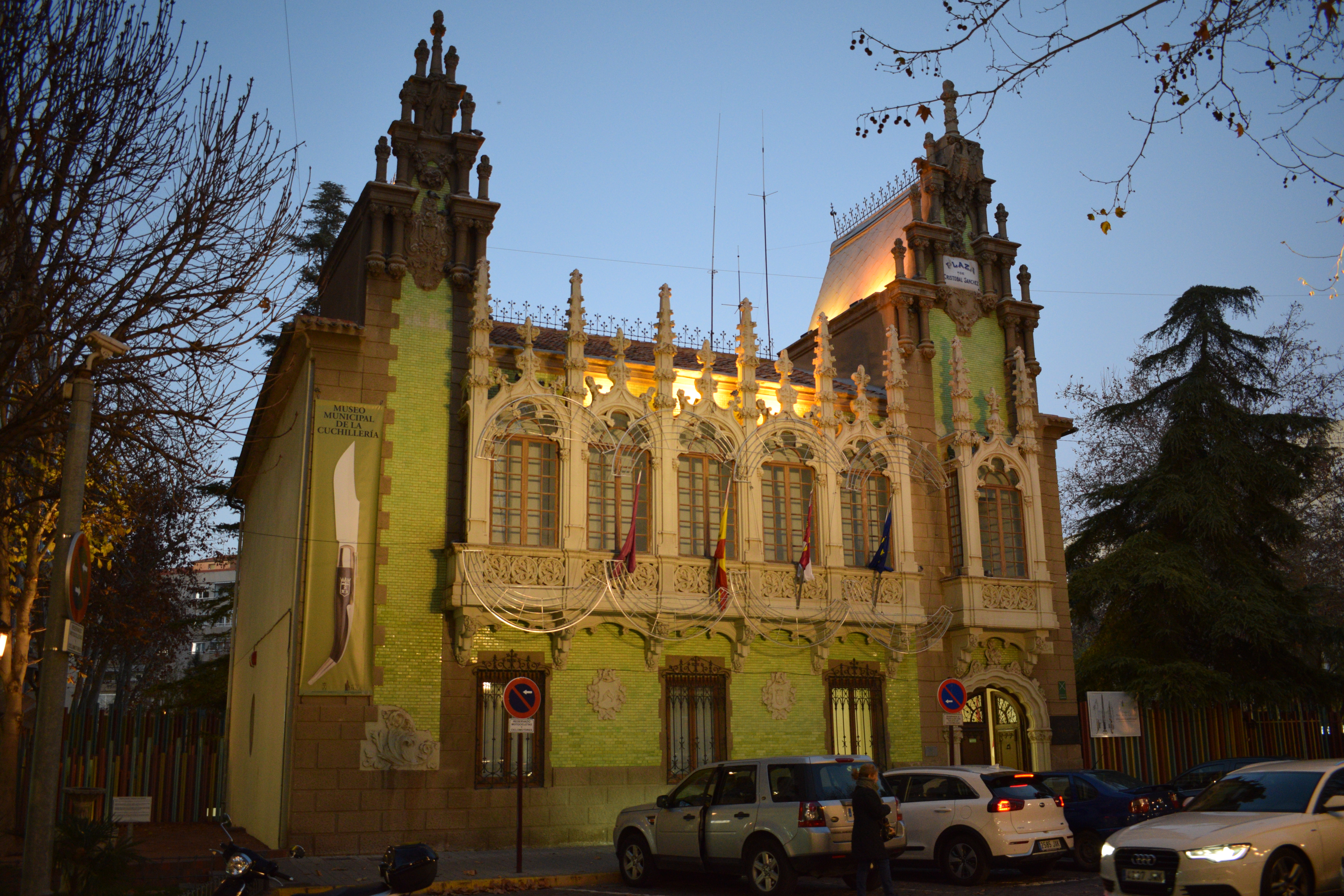
Vista nocturna del museo.
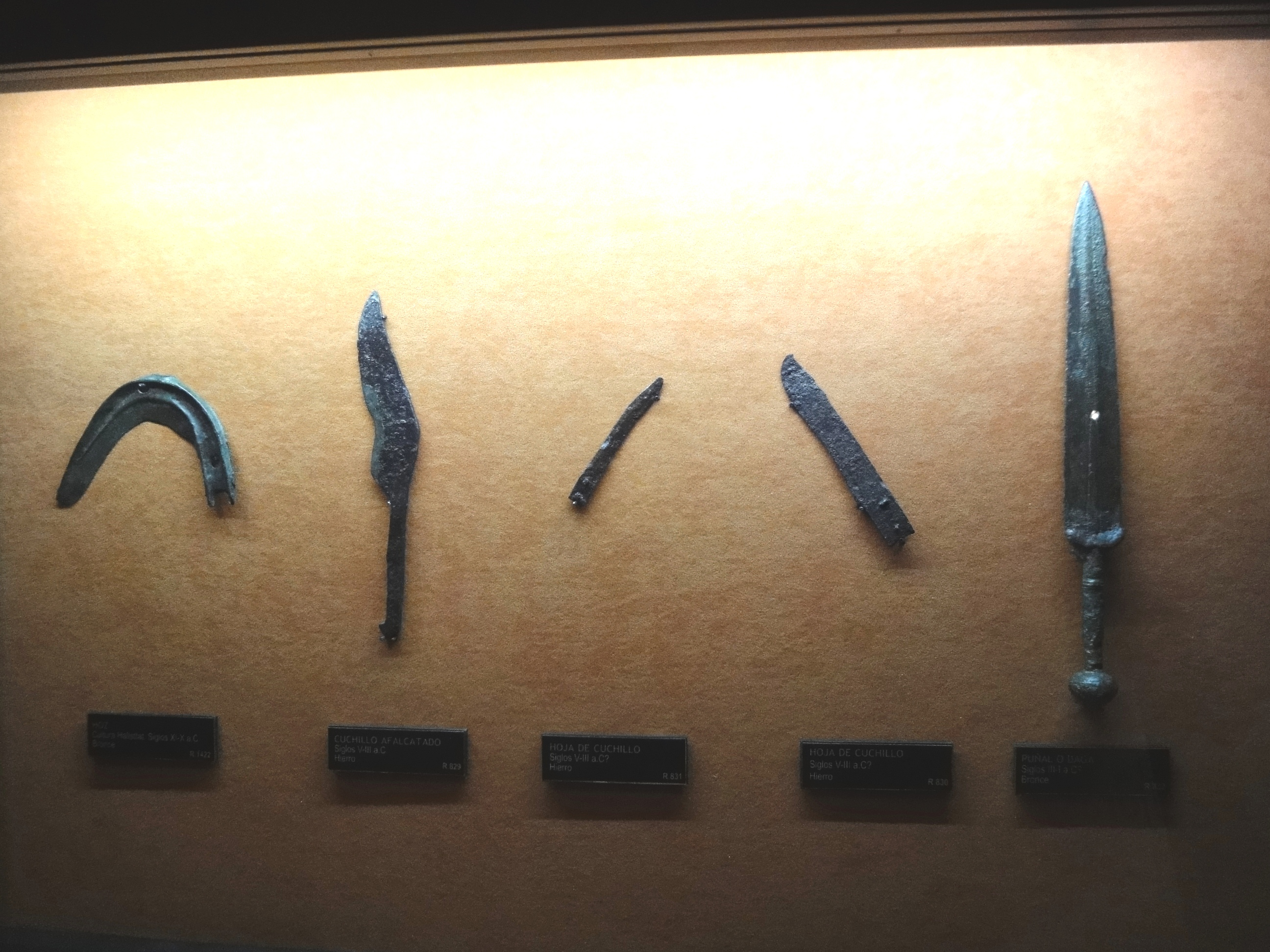
Cuchillos de diferentes siglos antes de Cristo.
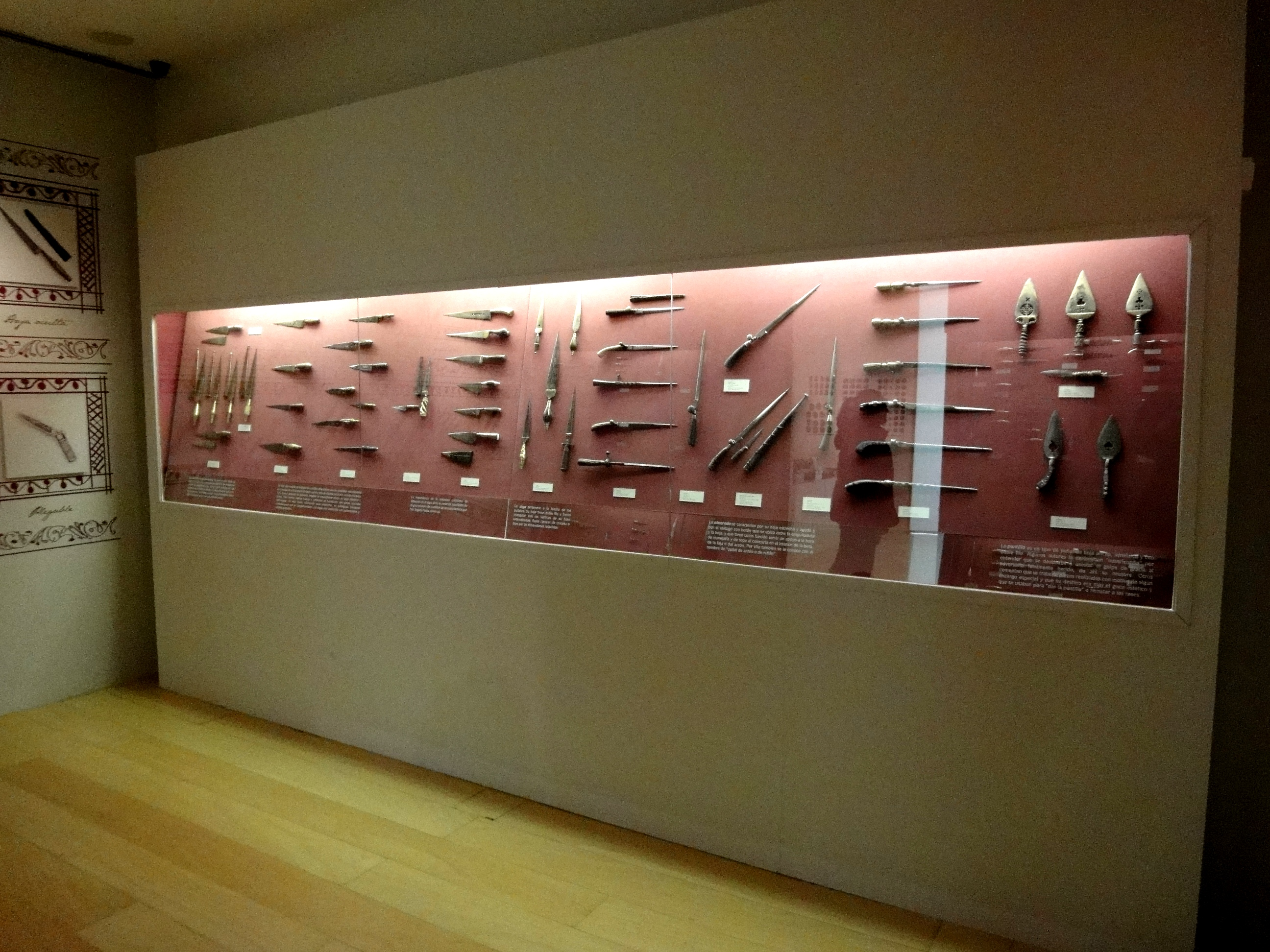
Vitrina del museo.